# Uimaluoto
Uimaluoto är en ö i Finland. Den ligger i sjön Jämijärvi och i kommunen Jämijärvi i den ekonomiska regionen  Norra Satakunta ekonomiska region  och landskapet Satakunta, i den sydvästra delen av landet, 220 km nordväst om huvudstaden Helsingfors. Öns största längd är 1,2 kilometer i sydöst-nordvästlig riktning.